# بيفرلي أرمسترونغ
بيفرلي أرمسترونغ (بالإنجليزية: Beverly Armstrong)‏ هي لاعب كرة قاعدة أمريكية، ولدت في 27 سبتمبر 1934 في مايوود في الولايات المتحدة.